# 都野津駅
都野津駅（つのづえき）は、島根県江津市都野津町都野津にある、西日本旅客鉄道（JR西日本）山陰本線の駅である。

## 歴史
- 1920年（大正9年）12月25日：鉄道省山陰本線浅利駅 - 当駅間延伸時に終着駅として開設[1]。客貨取扱開始[1]。
  - 当時の所在地表示は島根県那賀郡都野津村であった[1]。
- 1921年（大正10年）9月1日：山陰本線当駅 - 浜田駅間延伸、途中駅となる。
- 1982年（昭和57年）11月7日：貨物取扱廃止[1]。
- 1985年（昭和60年）3月14日：荷物扱い廃止[1]。
- 1987年（昭和62年）4月1日：国鉄分割民営化に伴い、西日本旅客鉄道（JR西日本）の駅となる[1]。
- 2005年（平成17年）4月1日：無人駅化。

## 駅構造
相対式ホーム2面2線を有する列車交換可能な地上駅。下りホーム側に駅舎があり、両ホームは跨線橋で連絡している。山陰本線高速化事業に伴い、高速通過（100km/h）可能の両開き分岐器（Y字ポイント）に交換されている。この他に側線を有する。元は2面3線構造であった。
旧3番線跡地は新たにレールが敷設され、駅裏の極東興和（株）江津PC工場で生産されているPCマクラギを保線用貨車で積出すのに利用されている。
浜田鉄道部管理の無人駅。以前は業務委託駅であったが、2005年（平成17年）に無人駅となった。また以前にはキヨスクも営業していた。なお、駅舎内に自動券売機が設置されている。

### のりば

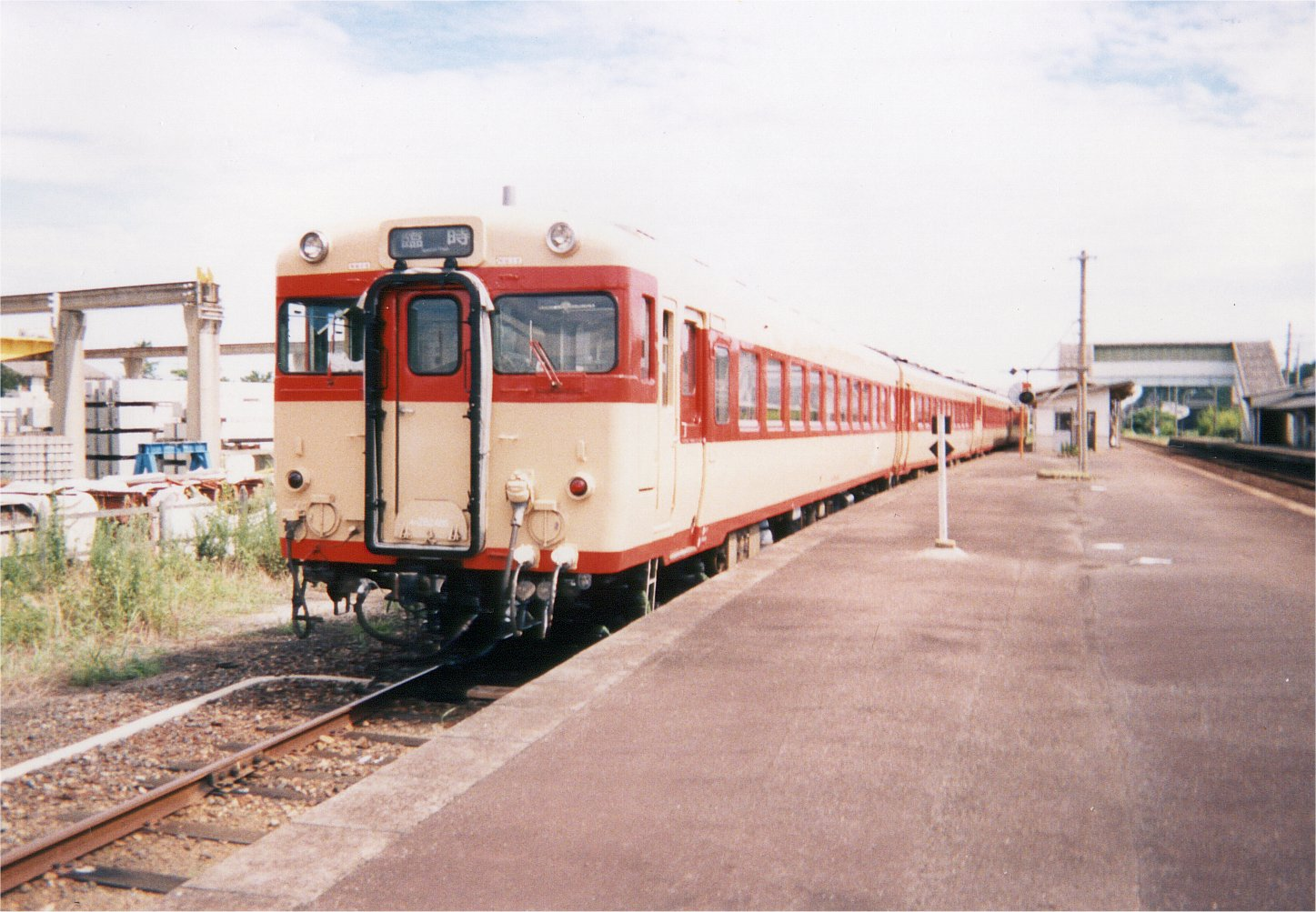
以前存在した3番線に停車するキハ58系

| のりば | 路線     | 方向 | 行先             |
| ------ | -------- | ---- | ---------------- |
| 1      | 山陰本線 | 下り | 浜田・益田方面   |
| 2      | 山陰本線 | 上り | 出雲市・松江方面 |

## 利用状況
2022年度の1日平均乗車人員は128人である。2004年度は259人、1994年度は323人、1984年度は490人だった。
近年の1日平均乗車人員の推移は以下の通り。
| 乗車人員推移 | 乗車人員推移 |
| 年度         | 1日平均人数  |
| ------------ | ------------ |
| 1999         | 272          |
| 2000         | 277          |
| 2001         | 266          |
| 2002         | 268          |
| 2003         | 250          |
| 2004         | 259          |
| 2005         | 238          |
| 2006         | 207          |
| 2007         | 214          |
| 2008         | 221          |
| 2009         | 226          |
| 2010         | 217          |
| 2011         | 206          |
| 2012         | 193          |
| 2013         | 195          |
| 2014         | 181          |
| 2015         | 173          |
| 2016         | 171          |
| 2017         | 169          |
| 2018         | 171          |
| 2019         | 181          |
| 2020         | 164          |
| 2021         | 154          |
| 2022         | 128          |

## 駅周辺
- 江津都野津郵便局
- 島根中央信用金庫江津支店
- 山陰合同銀行都野津出張所
- 日本海信用金庫都野津支店
- 島根県立江津高等学校
- キヌヤ都野津店
- 極東興和 江津PC工場
- 国道9号
- 江津道路
- 島根県道297号皆井田江津線

## 隣の駅
西日本旅客鉄道（JR西日本）
 山陰本線
江津駅 - 都野津駅 - 敬川駅

#### 統計資料
1. ↑  “島根県統計書”. しまね統計情報データベース.   島根県政策企画局. 2025年2月4日閲覧。